# Коњ и његов дечак
Коњ и његов дечак (енгл. The Horse and His Boy) је научно-фантастични авантуристички роман за децу енглеског писца К. С. Луиса из 1954. године, и представља трећу књигу из серијала Летописи Нарније.
Период приче покрива последње поглавље романа Лав, вештица и орман током владавине четворо деће Певенси породице као краљева и краљица Нарније.

## Прича
Роман на почетку описује дечака по имену Шаста који је проживео живот скромно са рибаром Аршишем на његовом имању. Он је за њега обављао разне послове и служио му као испомоћ. Једне вечери Шаста случајно сазнаје да том његовом животу ускоро долази крај јер чује развогор Аршиша и богатог феудалног племића Калормена где му Аршиш каже да ће да прода дечака због немогућности да га издржава. Шасти је лакнуло кад је сазнао током тог разговора да му рибар није прави отац, зато што и онако никад нису били блиски. Тад Шаста одлази у шталу да сачека свог новог господара. Док га је чекао изненађује га Бри, пастув са којим је дојахао племић који му се обрати и крене да прича са њим. Бри му каже да је он пореклом из земље Нарније ког су Каломени ухватили још кад је био ждребе и да он нкоме није одао своју тајну да би преживео. Даље каже Шасти да ће се племић понашати окрутно према њему и предлажу му да одјашу на север земље до Нарније.
Тако крећу на дуго путовање ка северу на коме упознају још два бегунца. Девојчицу Арвис из Калорменске аристократске породице и њену кобилу Хвин. Девојчица одлучује да побегне да не би била приморана из политичких разлога да се уда за старог Великог везира Ахошту, а кобила има сличну причу као и Бри.
Четворо бегунаца путују кроз Ташбан, престоницу Калормена где се сусрећу са разноразним личностима и где сазнају да племић Рабадаш жели да нападне Нарнију како би отео краљицу Сузан, док је краљ Петар одсутан са својом војском и бори се са дивовима на северу.
Они даље крећу кроз пустињу у нади да ће стићи пре Рабадашеве коњице и успевају да упозоре Арченланд о доласку војске. Браниоци замка су спремно дочекали коњицу и успели да их задрже док су Едмунд и Луси стигли са војском. Успевају да поразе Калорменску војску и да заробе Рабадаша.
Рабадаш потом одбија понуду краља са условима за његово пуштање, а убрзо Аслан стиже у замак у Арченланду и претвара Рабадаша у магарца и каже му да ће да му се врати првобитни људски облик, али да ће се трајно претворити у магарца ако икада више приђе на десет миља од Арченланда. То резултира мирољубивом политиком принца кад после постане краљ.
Краљ Лун у дворцу примећује и препознаје Шасту као свог давно изгубљеног сина Кора, старијег од свог идентичног брата близанца који је као беба киднапован да се не би обистинило пророчанство да ће старији син једног дана спасити Арченланд од велике опасности, а правовремено упозорење о нападу војске Калормена испунило је то пророчанство. Тад сазнаје да он као старији треба да преузме престо у неком тренутку, на Кориново велико одушевљење јер није желео престо и све дужности које долазе уз то. У наредним годинама Шаста и Арвис се венчавају и добијају сина Рама, који постаје славни краљ Арченланда, а Шаста постаје ратник познат под називом Принц Корин Громовник. Бри и Хвин остају са њима на двору.

## Главни ликови
Шаста - дечак краљевске породице који је киднапован као беба и одведен у земљу Калормен који у неком тренутку бежи од свог господара са коњем из Нарније Бријем. Спасавањем Арченланда од напада војске испуњава пророчанство које су његови киднапери покушали да осујете. Шаста касније прихвата своје право име Кор.
Бри - коњ који је током Аслановог стварања света добио могућност говора и кога су Калормени ухватили док је био ждребе. Бри предлаже Шасти да побегну од Шастиног будућег господара који неће да буде добар према њему.
Арвис - девојчица из племићке породице Калормена која бежи са својом кобилом Хвин од присилне удаје.
Хвин - кобила која исто као и Бри има могућност говора и коју Калормени хватају као ждребе. Исто као и Бри никоме није открила да има могућност говора.